# Disco dance (Adriano Celentano)
Disco dance è il 15º album in studio di Adriano Celentano pubblicato nel 1977.

## Storia
L'album, che contiene remake di canzoni di Celentano stesso e di successi stranieri, inizia con un frammento del brano Azzurro suonata da un violinista in cui si sente la voce di Celentano che dice bei tempi. Ma che freddo stasera era già apparsa col titolo di Such a cold night tonight cantata da Gino Santercole, nell'album colonna sonora di Yuppi du.

## Tracce
1. Azzurro (Pallavicini/Conte)
2. A woman in love - Rock around the clock
3. Pregherò
4. Ma che freddo stasera (Such a Cold Night Tonight)
5. Don't play that song (You Lied)
6. Nata per me
7. Bei tempi
8. Mondo in Mi 7a